# Aeschynomene pluriarticulata
Aeschynomene pluriarticulata är en ärtväxtart som beskrevs av George Don jr. Aeschynomene pluriarticulata ingår i släktet Aeschynomene och familjen ärtväxter. Inga underarter finns listade i Catalogue of Life.